# شبرق مخطط
الشبرق المخطط (باللاتينية: Ononis striata) نوع نباتي ينتمي إلى جنس الشبرق من الفصيلة البقولية.

## الموئل والانتشار
موطنه جنوب أوروبا حيث ينتشر في إيطاليا وفرنسا وإسبانيا.